# Sisyrinchium patagonicum
Sisyrinchium patagonicum Phil. ex Baker – gatunek miecznicy należący do rodziny kosaćcowatych (Iridaceae Juss.). Występuje naturalnie w Ameryce Południowej.

## Rozmieszczenie geograficzne
Rośnie naturalnie w  Chile oraz Argentynie. 

## Morfologia
ŁodygaDorasta do 20 cm wysokości.

## Biologia i ekologia
Bylina. Preferuje stanowiska dobrze nasłonecznione. Występuje na nizinach lub w dolinach górskich.
Rośnie na obszarach wilgotnych, z niemal stałymi opadami. Może występować na terenach z krótkimi okresami suszy, ale zwykle nie trwa ona dłużej niż 1 miesiąc. Występuje do 8 strefy mrozoodporności.

## Zastosowanie
Gatunek bywa uprawiany jako roślina ozdobna.